# Mike Starr (attore)
Michael Starr (New York, 29 luglio 1950) è un attore statunitense.
Caratterista noto per la grande imponenza fisica, ha spesso interpretato ruoli da delinquente o malavitoso.

## Biografia
Starr è nato a Flushing, Queens, a New York. Sua madre era una commessa e suo padre lavorava in una fabbrica di carne in scatola. Ha un fratello maggiore, Beau, anch'egli attore. Mike Starr si è laureato alla Hofstra University. Lui e la sua famiglia vivono a Riverdale, New York.
Dal 1975 è sposato con la moglie Joanne da cui ha avuto tre figli.

## Filmografia parziale

### Cinema
- Cruising, regia di William Friedkin (1980)
- Il migliore (The Natural), regia di Barry Levinson (1984)
- King Kong 2, regia di John Guillermin (1986)
- Radio Days, regia di Woody Allen (1987)
- Who's That Girl, regia di James Foley (1987)
- L'allegra fattoria (Funny Farm), regia di George Roy Hill (1988)
- White Hot, regia di Robby Benson (1988)
- New York Stories, regia di Woody Allen, Francis Ford Coppola e Martin Scorsese (1989)
- Io e zio Buck (Uncle Buck), regia di John Hughes (1989)
- Nato il quattro luglio (Born on the Fourth of July), regia di Oliver Stone (1989)
- Blue Steel - Bersaglio mortale (Blue Steel), regia di Kathryn Bigelow (1990)
- Crocevia della morte (Miller's Crossing), regia di Joel Coen (1990)
- Quei bravi ragazzi (Goodfellas), regia di Martin Scorsese (1990)
- Billy Bathgate - A scuola di gangster (Billy Bathgate), regia di Robert Benton (1991)
- Freejack - In fuga nel futuro (Freejack), regia di Geoff Murphy (1992)
- Mac, regia di John Turturro (1992)
- Guardia del corpo (The Bodyguard), regia di Mick Jackson (1992)
- Lo sbirro, il boss e la bionda (Mad Dog and Glory), regia di John McNaughton (1993)
- Il figlio della Pantera Rosa, regia di Blake Edwards (1993)
- Blown Away - Follia esplosiva (Blown Away), regia di Stephen Hopkins (1994) (non accreditato)
- Crociera fuori programma (Cabin Boy), regia di Adam Resnick (1994)
- Mister Hula Hoop (The Hudsucker Proxy), regia di Joel Coen (1994)
- Sfida tra i ghiacci (On Deadly Ground), regia di Steven Seagal (1994)
- Baby Birba - Un giorno in libertà (Baby's Day Out), regia di Patrick Read Johnson (1994)
- Il verdetto della paura (Trial by Jury), regia di Heywood Gould (1994)
- Ed Wood, regia di Tim Burton (1994)
- Scemo & più scemo (Dumb and Dumber), regia di Peter Farrelly (1994)
- Clockers, regia di Spike Lee (1995)
- Blood & Wine, regia di Bob Rafelson (1996)
- James e la pesca gigante (James and the Giant Peach), regia di Henry Selick (1996)
- Hoodlum, regia di Bill Duke (1997)
- Omicidio in diretta (Snake Eyes), regia di Brian De Palma (1998)
- Gloria, regia di Sidney Lumet (1999)
- S.O.S. Summer of Sam - Panico a New York (Summer of Sam), regia di Spike Lee (1999)
- Tentazione mortale (Tempted), regia di Bill Bennett (2001)
- Jersey Girl, regia di Kevin Smith (2004)
- Se ti investo mi sposi? (Elvis Has Left the Building), regia di Joel Zwick (2004)
- Black Dahlia, regia di Brian De Palma (2006)
- 5 appuntamenti per farla innamorare (I Hate Valentine's Day), regia di Nia Vardalos (2009)
- Wrong Turn at Tahoe - Ingranaggio mortale (Wrong Turn at Tahoe), regia di Franck Khalfoun (2009)
- Cash Game - Paga o muori (Cash), regia di Stephen Milburn Anderson (2010)
- Bulletproof Man (Kill the Irishman), regia di Jonathan Hensleigh (2011)
- The Bronx Bull, regia di Martin Guigui (2016)
- Zeroville, regia di James Franco (2019)

### Televisione
- Hawaii Squadra Cinque Zero (Hawaii Five-O) –  serie TV, episodio 11x05 (1978)
- Spenser (Spenser: For Hire) – serie TV, episodio 1x13 (1986)
- Crime Story – serie TV, episodio 1x17 (1987)
- Un giustiziere a New York (The Equalizer) – serie TV, episodio 4x09 (1989)
- Un uomo chiamato Falco (A Man Called Hawk) – serie TV, un episodio (1989)
- Oltre la legge - L'informatore (Wiseguy) – serie TV, un episodio (1989)
- Bob – serie TV, un episodio (1993)
- Hardball – serie TV, 9 episodi (1994)
- Frasier – serie TV, 1 episodio (1994)
- Law & Order - I due volti della giustizia (Law & Order) – serie TV, 3 episodi (1990-1995)
- Chicago Hope – serie TV, episodio 1x13 (1995)
- Un filo nel passato (Nowhere Man) – serie TV, un episodio (1995)
- Una famiglia a tutto gas (Brotherly Love) – serie TV, episodio 1x02 (1995)
- NewsRadio – serie TV, un episodio (1995)
- Una famiglia del terzo tipo (3rd Rock from the Sun) – serie TV, episodio 1x13 (1996)
- EZ Streets – serie TV, 12 episodi (1996-1997)
- Deadly Games – serie TV, un episodio (1996)
- Quell'uragano di papà (Home Improvement) – serie TV, episodio 6x13 (1997)
- Ultime dal cielo (Early Edition) – serie TV, episodio 1x17 (1997)
- Jarod il camaleonte (The Pretender) – serie TV, episodio 1x20 (1997)
- Millennium – serie TV, episodio 1x22 (1997)
- Grace Under Fire – serie TV, episodio 5x02 (1997)
- Players – serie TV, un episodio (1997)
- L'ultimo padrino (The Last Don) – serie TV, un episodio (1997)
- Più forte ragazzi (Martial Law) – serie TV, 2 episodi (1998-1999)
- L.A. Doctors – serie TV, un episodio (1998)
- Star Trek: Deep Space Nine – serie TV, episodio 7x15 (1999)
- Due papà da Oscar (Brother's Keeper) – serie TV, un episodio (1999)
- West Wing - Tutti gli uomini del Presidente (West Wing) – serie TV, episodio 2x06 (2000)
- Falcone – serie TV, 2 episodio (2000)
- Ed – serie TV, 45 episodi (2000-2002)
- Law & Order: Criminal Intent – serie TV, episodio 2x05 (2003)
- Karen Sisco – serie TV, un episodio (2003)
- A.U.S.A. – serie TV, un episodio (2003)
- The Handler – serie TV, un episodio (2003)
- Senza traccia (Without a Trace) – serie TV, episodio 1x20 (2003)
- Scrubs - Medici ai primi ferri (Scrubs) – serie TV, episodio 3x10 (2004)
- Joan of Arcadia – serie TV, 4 episodi (2004-2005)
- NCIS - Unità anticrimine (NCIS) – serie TV, episodio 2x11 (2005)
- Dr. House - Medical Division (House, M.D.) – serie TV, episodio 1x09 (2005)
- Listen Up! – serie TV, episodio 1x12 (2005)
- CSI: NY – serie TV, episodio 1x18 (2005)
- Una pupa in libreria (Stacked) – serie TV, episodio 2x13 (2007)
- Wainy Days – webserie, un episodio (2008)
- The Middleman – serie TV, un episodio (2008)
- Life on Mars – serie TV, episodio 1x01 (2008)
- The Office – serie TV, episodio 6x06 (2009)
- The Life & Times of Tim – serie TV, un episodio (2010)
- La strana coppia (The Good Guys) – serie TV, un episodio (2010)
- Il tempo della nostra vita (Days of Our Lives) – serie TV, 5 puntate (2010)
- Law & Order - Unità vittime speciali (Law & Order: Special Victims Unit) – serie TV, episodio 12x10 (2010)
- Febbre d'amore (The Young and the Restless) – soap opera, 30 puntate (2011-2012)
- Glee – serie TV, episodio 2x22 (2011)
- Childrens Hospital – serie TV, un episodio (2011)
- The Mob Doctor – serie TV, 4 episodi (2012-2013)
- Best Friends Forever – serie TV, un episodio (2012)
- Il risolutore (The Finder) – serie TV, episodio 1x12 (2012)
- CSI - Scena del crimine (CSI: Crime Scene Investigation) – serie TV, episodio 12x22 (2012)
- Chicago Fire – serie TV, 5 episodi (2013)
- Psych – serie TV, episodio 7x07 (2013)
- Elementary – serie TV, episodio 2x05 (2013)
- Chicago Fire – serie TV, 5 episodi (2013)
- Mr. Mercedes – serie TV, 7 episodi (2018)
- Adam il rompiscatole (Adam Ruins Everything) – show televisivo, un episodio (2018)
- Ray Donovan – serie TV, episodio 7x05 (2019)
- Shameless – serie TV, episodio 10x11 (2020)
- East New York – serie TV, episodio 1x09 (2022)

## Doppiatori italiani
Nelle versioni in italiano delle opere in cui ha recitato, Mike Starr è stato doppiato da:
- Alessandro Rossi ne Il migliore, Nato il quattro luglio, Billy Bathgate - A scuola di gangster, Guardia del corpo, Sfida tra i ghiacci, James e la pesca gigante
- Stefano De Sando in Gloria, Tentazione mortale, Se ti investo mi sposi?, The Office, Billions
- Vittorio Amandola in Law & Order - I due volti della giustizia (ep. 2x11), Baby Birba - Un giorno in libertà, Clockers
- Angelo Nicotra in Scemo & più scemo, Black Dahlia
- Sergio Di Giulio in Bushido - La spada del sole, Glee
- Paolo Buglioni ne Il verdetto della paura, NCIS - Unità anticrimine
- Claudio Fattoretto in Ladri per amore, The Ice Harvest
- Glauco Onorato in S.O.S. Summer of Sam - Panico a New York, Senza traccia
- Mario Bombardieri in Cash Game - Paga o muori, Le donne della mia vita
- Gianni Bertoncin in Cruising
- Paolo Lombardi in Io e zio Buck
- Franco Chillemi in Quei bravi ragazzi
- Piero Tiberi in Law & Order - I due volti della giustizia (ep. 5x21)
- Sandro Sardone in Lo sbirro, il boss e la bionda
- Simone Mori in Frasier
- Ugo Maria Morosi in Ed Wood
- Eugenio Marinelli in Millennium
- Massimo Corvo in Jarod il camaleonte
- Franco Odoardi in Hoodlum
- Pierluigi Astore in Law & Order - Unità vittime speciali
- Manlio De Angelis in CSI - Scena del crimine
- Stefano Albertini in Law & Order: Criminal Intent
- Emidio La Vella in Scrubs - Medici ai primi ferri
- Renato Mori in CSI: NY
- Gabriele Martini in Jesse Stone - Passaggio nella notte
- Massimo Milazzo in Psych
- Nino Prester in Wrong Turn at Tahoe - Ingranaggio mortale
- Mario Zucca ne Il killer di Chicago
- Roberto Stocchi ne Il risolutore
- Lallo Circosta in Bulletproof Man
- Pino Ammendola in Unbreakable Kimmy Schmidt
- Michele Gammino in East New York